# Pedro Núñez Vela
Pedro Núñez Vela (Ávila, siglo XVI), escritor, humanista y filósofo luterano español del Siglo de Oro.

## Biografía
Fue un gran conocedor del griego, el hebreo y el latín, y estudioso de la Filosofía de Aristóteles, Cicerón, Epicuro y Lucrecio; siguió a fondo las ideas del francés Pierre de la Ramée, más conocido como Petrus Ramus, y por tanto fue un antiaristotélico furibundo y partícipe en esta opinión junto a otros ilustres pensadores de su época, como Hernando Alonso de Herrera, Juan Núñez de Valencia y los dos Francisco Sánchez, el Brocense y el Escéptico. En 1548 ya se había trasladado a Suiza, donde impartió clases de griego en la famosa Academia de Lausana; al año siguiente lo sustituyó Teodoro de Beza, pero permaneció allí enseñando griego al menos hasta 1570, en que hay noticia de que recibió con alegría a Petrus Ramus y le propuso con otros profesores que diera lecciones públicas de su nueva Dialéctica, con gran concurso y aprobación de muchos, y (escribe el biógrafo de Ramus, Juan Thomas Freigius)ː
Especialmente de Núñez, que era de juicio más libre y anteponía la odiada Lógica de Ramus a todos los preceptos de Aristóteles.
Ramus confirmó en una carta escrita desde Lausana en agosto de 1570 la buena acogida de los profesores de Lausana, aunque no habla en particular de Núñez.

## Obras
Sus obras más importantes fueron Poematum latinorum et graecorum (1570) y Disputationum logicarum libri tres (1578). Sobre él escribió el bibliógrafo Nicolás Antonio:
Pedro Núñez Vela, natural de Ávila, filósofo, apóstata de la verdadera Religión, publicó, siendo profesor de lengua griega en Lausana de los Helvecios:
- Dialéctica, libri III.
- De ratione interpretandi aliorum scripta, liber I.
- Poematum latinorum et graecorum, libri duo (Basileae, 1570, apud Petrum Pernam, dedicado al Senado de Basilea.

Volvió a imprimir la Dialéctica más breve y corregida en Ginebra (1578).